# Jan Oliskiewicz

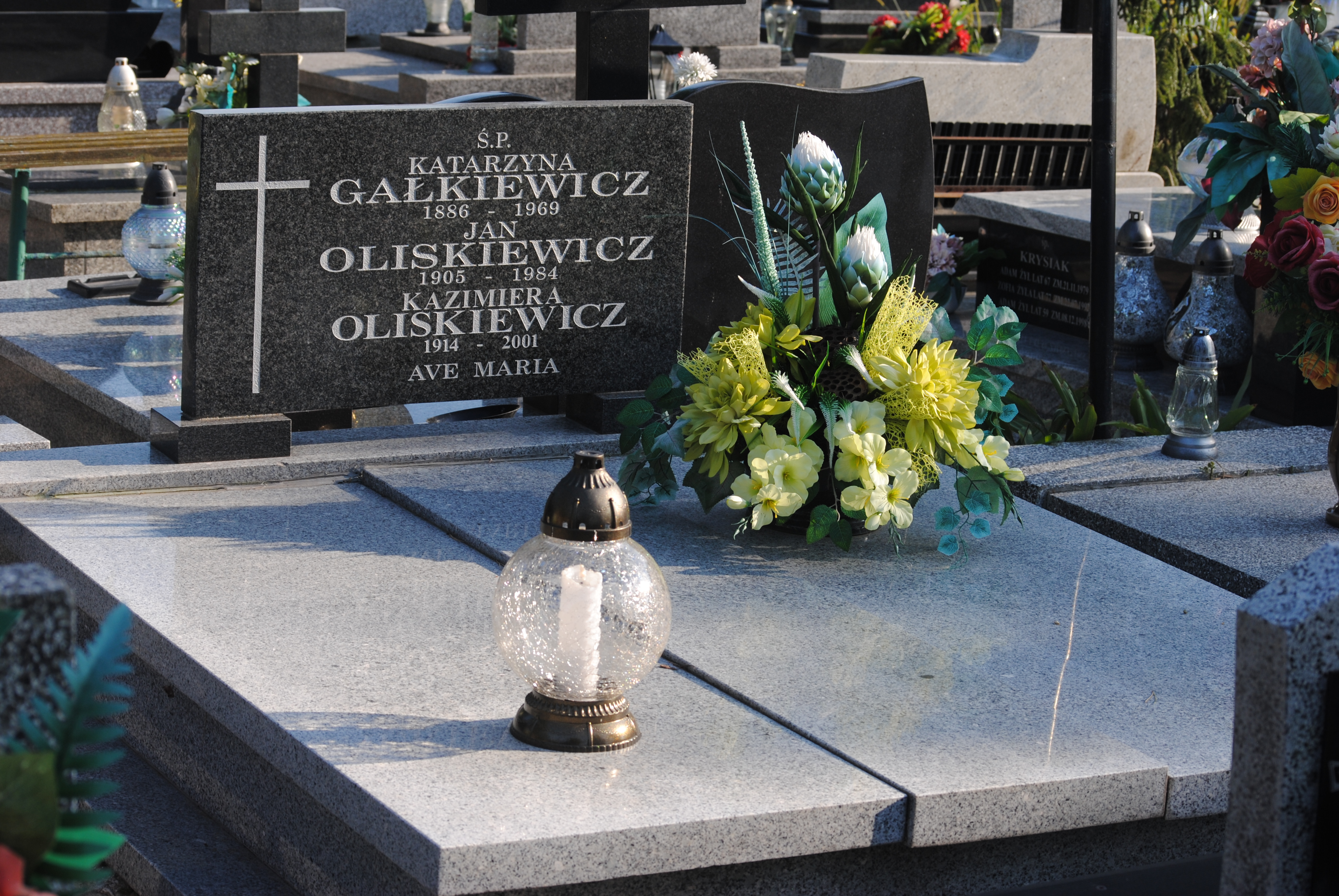
Grób Jana Oliskiewicza na cmentarzu rzymskokatolickim w Kole

Jan Oliskiewicz (ur. 29 czerwca 1905 w Zabłociu koło Wołkowyska, zm. 1984 w Kole) – polski działacz komunistyczny, pierwszy po 1945 starosta kolski, poseł na Sejm PRL II kadencji.

## Życiorys
Urodził się w rodzinie Sylwestra i Antoniny Oliskiewiczów, miał piątkę rodzeństwa. Po wybuchu I wojny światowej jego ojciec został powołany do armii carskiej, a matka wraz z dziećmi przeniosła się w okolice miasta Niżny Nowogród. W 1923 roku rozpoczął naukę w Państwowej Preparandzie Nauczycielskiej w Wołkowysku, a następnie w Państwowym Seminarium Nauczycielskim w Słonimie, które ukończył w 1929 roku. W 1931 roku podjął studia na Wydziale Nauk Politycznych i Społecznych Wolnej Wszechnicy Polskiej. Po ukończeniu studiów, w 1936 roku podjął pracę w Powiatowym Związku Samorządowym w Łodzi, a w 1938 roku przeprowadził się do Koła, gdzie pracował jako inspektor samorządowy w tej samej instytucji.
Po wybuchu II wojny światowej pracował jako goniec i registrator akt w niemieckim urzędzie opieki społecznej. W lutym 1942 roku został aresztowany przez Gestapo i na 16 dni osadzony w obozie zagłady w Chełmnie nad Nerem. Miał być zamieszany w sprawę aresztowania Stanisława Kaszyńskiego. 
24 stycznia 1945 został powołany został przez radzieckiego komendanta wojennego miasta – majora Mercena, na stanowisko pierwszego po wojnie starosty kolskiego, którym pozostawał do 1948. Powołał wtedy szefów większości instytucji miejskich, w tym tymczasowego burmistrza – Teodora Ostrowskiego. Następnie, w latach 1949–1971 był wiceprezesem Powiatowego Związku Gminnych Spółdzielni „Samopomoc Chłopska” w Kole. Następnie przeszedł na emeryturę. W latach 1957–1961 był posłem na Sejm PRL II kadencji. 
Jego żona była nauczycielką, mieli trzech synów. Zmarł w 1984 i został pochowany na cmentarzu parafialnym przy ul. Poniatowskiego w Kole.  
W 1969 roku został odznaczony Krzyżem Kawalerskim Orderu Odrodzenia Polski. 

## Upamiętnienie
Do 28 czerwca 2017 roku był patronem jednej z kolskiej ulic na osiedlu Przedmieście Kaliskie.